# إنزيم مدمج
الإنزيم المدمج للفيروسات القهقرية (IN) هو إنزيم يتم إنتاجه بواسطة فيروس قهقري مثل فيروس العوز المناعي البشري) ويمكّن اندماج مواده الجينية في الحمض النووي الخاص بالخلية الموبوءة. ولا يجب الخلط بين الإنزيمات المدمجة للفيروسات القهقرية وبين إنزيمات الفيروس البكتيري، مثل إنزيم الفيروس البكتيري λ (Int) (راجع إعادة التجميع محددة الموقع).
ويعد الإنزيم المدمج للفيروسات القهقرية مكوّنًا رئيسيًا في تعقيد ما قبل الاندماج للفيروس القهقري (PIC).

## الشكل
تحتوي.بروتينات الإنزيم المدمج للفيروسات القهقرية على ثلاثة مجالات معيارية متصلة بواسطة روابط مرنة:
- مجال ربط من الزنك HH-CC N-طرفي (حزمة ثلاثية حلزونية متوازنة عن طريق توافق الأيون Zn (II) موجب الشحنة)
- مجال حفاز المركز (مجموعة RNaseH)
- مجال ربط الحمض النووي C-طرفي (طية SH3)[1]

تم الإبلاغ عن تركيبات الكريستال وNMR للمجالات الفردية وتركيبات من مجالين للإنزيمات التي يتم إنتاجها من HIV-1 وHIV-2 وSIV وفيروس ساركومة روس (RSV)، وتم تحديد التركيبات الأولى عام 1994.
تقترح البيانات التركيبية أو وظائف IN الخاصة بالفيروس القهقري مثل الرباعي (مركب ثنائي للمركبات الثنائية). المجالات الثلاثة كافةً مهمة لجعل البروتين متعدد الجزيئات وربط الحمض النووي الفيروسي. في بداية عام 2010، حلل العلماء التركيب الكريستالي الخاص بـ IN من الفيروس الرغوي النمطي (PFV) المجمّع على نهايات الحمض النووي الفيروسي.
بالإضافة إلى ذلك، أظهرت العديد من البروتينات الخلوية المضيفة تفاعلاً مع IN لتسهيل عملية الاندماج. البروتين المرتبط بالكرماتين البشري LEDGF، الذي يربط HIV IN بإحكام ويوجّه HIV PIC تجاه الجينات الواضحة بشكل كبير من أجل الاندماج، هو مثال لعامل الاستضافة.

## الوظيفة
يحدث الاندماج بعد إنتاج الحمض النووي الفيروسي ذي الطاقين بواسطة المنتسخة العكسية لبوليميِراز الحمض النووي المعتمد على RNA/DNA.
وظيفة IN الأساسية هي إدخال الحمض النووي الفيروسي في الحمض النووي الصبغي المضيف، وهي خطوة ثنائية لتنسّخ فيروس العوز المناعي البشري. والاندماج خطوة لا تراجع فيها بالنسبة للخلية، والتي تصبح حاملاً دائمًا للجينوم الفيروسي (طَليعَةُ الفَيروس). والاندماج هو الجزء المسئول عن استمرار عميات العدوى للفيروسات القهقهرية. وبعد الاندماج، قد يحدث التعبير الجيني الفيروسي وإنتاج الجسيم فورًا أو في وقت ما في المستقبل. فالتوقيت المقدّر يعتمد على نشاط الموضع الصبغي الذي يستضيف طَليعَة الفَيروس.
ويحفز الإنزيم المدمج للفيروسات القهقرية تفاعلين اثنين:
- المعالجة الثلاثية، والتي يتم فيها إزالة نوكليوتيدين اثنين أو أكثر من طرف واحد أو كل من الأطراف الثلاثية للحمض النووي الفيروسي لإظهار ثُنائِيُّ النُّوكْلِيُوتيد الثابت CA في كلا الطرفين الثلاثيين من الحمض النووي الفيروسي.
- تفاعل النقل الضفيري، الذي يتم فيه ربط الأطراف الثلاثة للحمض النووي الفيروسي برابطة تساهمية بالحمض النووي الصبغي المضيف.

ويتم تحفيز كل من التفاعلين بواسطة الموقع النشط ذاته ويحدث ذلك من خلال ما قبل التطابق، بدون وسيط بروتين الحمض النووي التساهمي، على عكس التفاعلات المحفّزة بواسطة عمليات إعادة جمع السيرين والنيروزين (راجع إعادة التجميع محدد الموقع).

## الإنزيم المدمج لفيروس نقص المناعة البشرية
الإنزيم المدمج فيروس نقص المناعة البشرية هو بروتين 32 كيلودالتون يتم إنتاجه من القسم C-الطرفي من منتج جيني القطب، وهو هدف جذاب للأدوية الجديدة المضادة لفيروس العوز المناعي البشري.
في نوفمبر 2005، أوضحت بيانات من دراسة على مرحلتين حول مثبّط الإنزيم الخاص فيروس نقص المناعة البشرية الاستقصائي، MK-0518، أن المركّب يحتوي على نشاط قوي مضاد للفيروسات. في 12 أكتوبر عام 2007، اعتمدت «إدارة الغذاء والدواء (الولايات المتحدة)» مثبّط الإنزيم المدمج رالتيجرافير (Raltegravir) (MK-0518 - العلامة التجارية Isentress) ).، وتم اعتماد مثبط الإنزيم المدمج الثاني، إلفيتيجرافير (elvitegravir)، في الولايات المتحدة في أغسطس 2012.
وتم اختبار التركيب الكريستالي لإنزيم الفيروس الرغوي البشري المدمج بنجاح.
وقد يستخدم هذا البروتين نموذج المورفين للتنظيم التفارغي.

## وصلات خارجية
- Integrases في المكتبة الوطنية الأمريكية للطب نظام فهرسة المواضيع الطبية (MeSH).